# Тарасовка (Челябинская область)
Тара́совка — посёлок в Чесменском районе Челябинской области России. Административный центр Тарасовского сельского поселения.

## География
Расстояние до районного центра села Чесмы 14 км.

## Население
| 2002 | 2010 | 2012 | 2013 |
| ---- | ---- | ---- | ---- |
| 695  | ↗696 | ↗706 | ↗724 |

По данным Всероссийской переписи, в 2010 году численность населения посёлка составляла 696 человек (326 мужчин и 370 женщин).

## Улицы
Уличная сеть посёлка состоит из 10 улиц и 1 переулка.